# VV Cephei
Désignations
VV Cephei est une étoile binaire à éclipses située dans la constellation de Céphée à environ 4 900 années-lumière de la Terre[réf. nécessaire]. Elle contient une hypergéante rouge, VV Cephei A, qui est la troisième plus grande étoile actuellement connue après UY Scuti et VY Canis Majoris ; et probablement la plus grande étoile visible à l’œil nu.

## Système stellaire

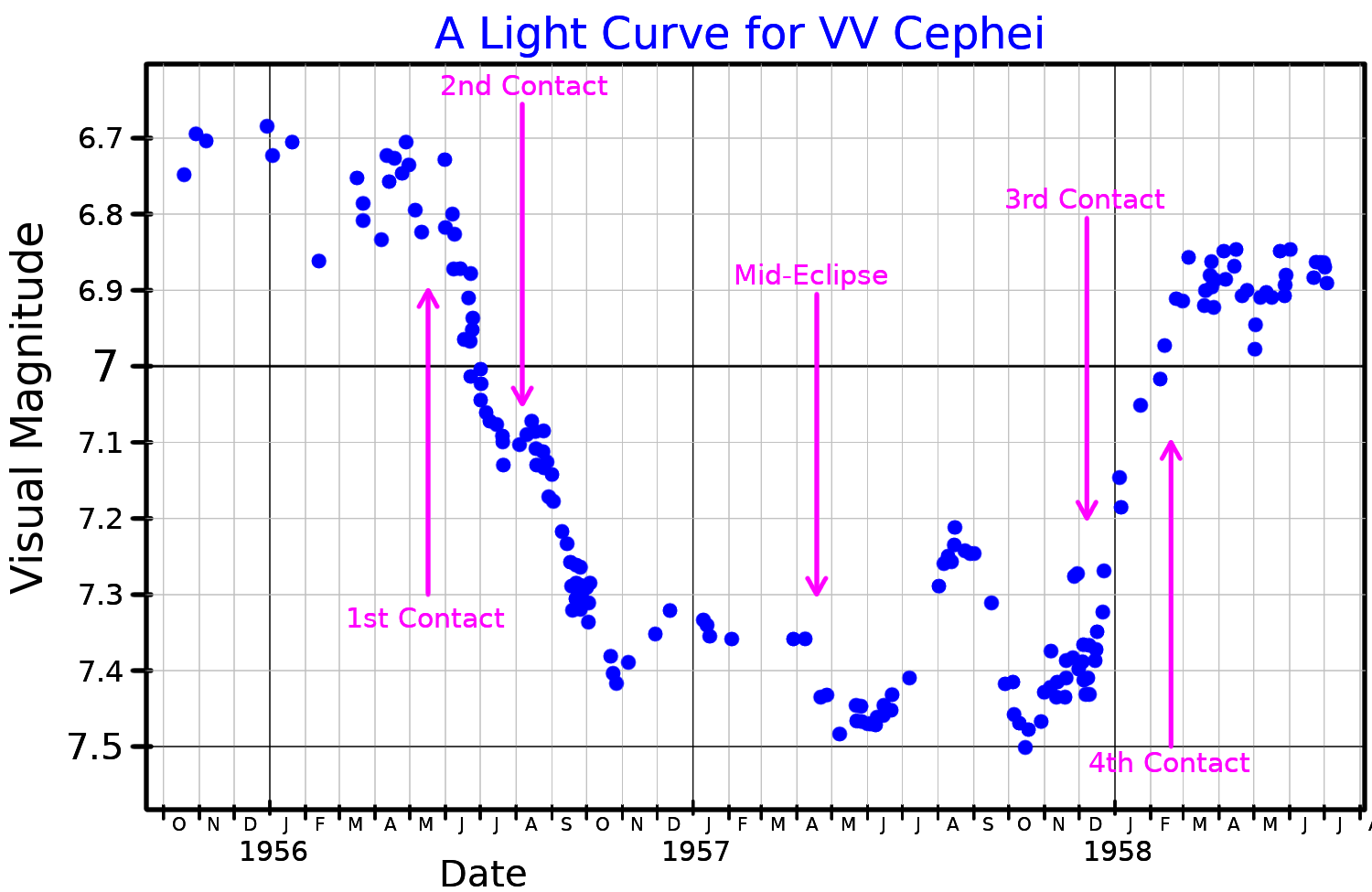
Courbe de lumière en bande visible de VV Cephei durant l'éclipse de 1956-58, mettent en évidence les différents contacts. Adaptée de Hopkins (2015).

Les deux étoiles sont séparées en moyenne par 25 UA (un peu moins que la distance entre le Soleil et Neptune). La période du système est de 7 430 jours (20,3 ans). Vu de la Terre, le système forme une étoile binaire à éclipses, laquelle dure 650 jours (1,8 an) ; la dernière éclipse s'est produite entre 2017 et 2019.
L'étoile primaire est également une variable semi-régulière de sous-type SRc, ces variations ayant une période moyenne de 116 jours.

## VV Cephei A
VV Cephei A, l'hypergéante rouge, est de type spectral M2Iab et son diamètre est environ 1 050 à 1 900 fois plus important que celui du Soleil[réf. nécessaire], ce qui fait 1 461 000 000 à 2 645 000 000 km de diamètre ; si elle était située à la place du Soleil dans le système solaire, elle s'étendrait, dans son estimation haute, presque jusqu'à l'orbite de Jupiter. Sa luminosité est comprise entre 200 000 et 575 000 luminosité solaire. Sa masse est inconnue : estimée à partir de ses caractéristiques orbitales, elle serait de 100 masses solaires; à partir de sa luminosité, entre 25 et 40 masses solaires.[réf. nécessaire]
Lorsque VV Cephei A est au plus proche de son compagnon, elle remplit totalement son lobe de Roche et perd de la matière au profit de VV Cephei B.

## VV Cephei B
VV Cephei B est une étoile bleue de la séquence principale, de type spectral B0-2V. Elle est environ 14 à 20 fois plus grande que le Soleil et 100 000 fois plus lumineuse. VV Cephei B prend de la matière à partir de VV Cephei A, formant un tore autour d'elle-même.